# Parques nacionales de Túnez

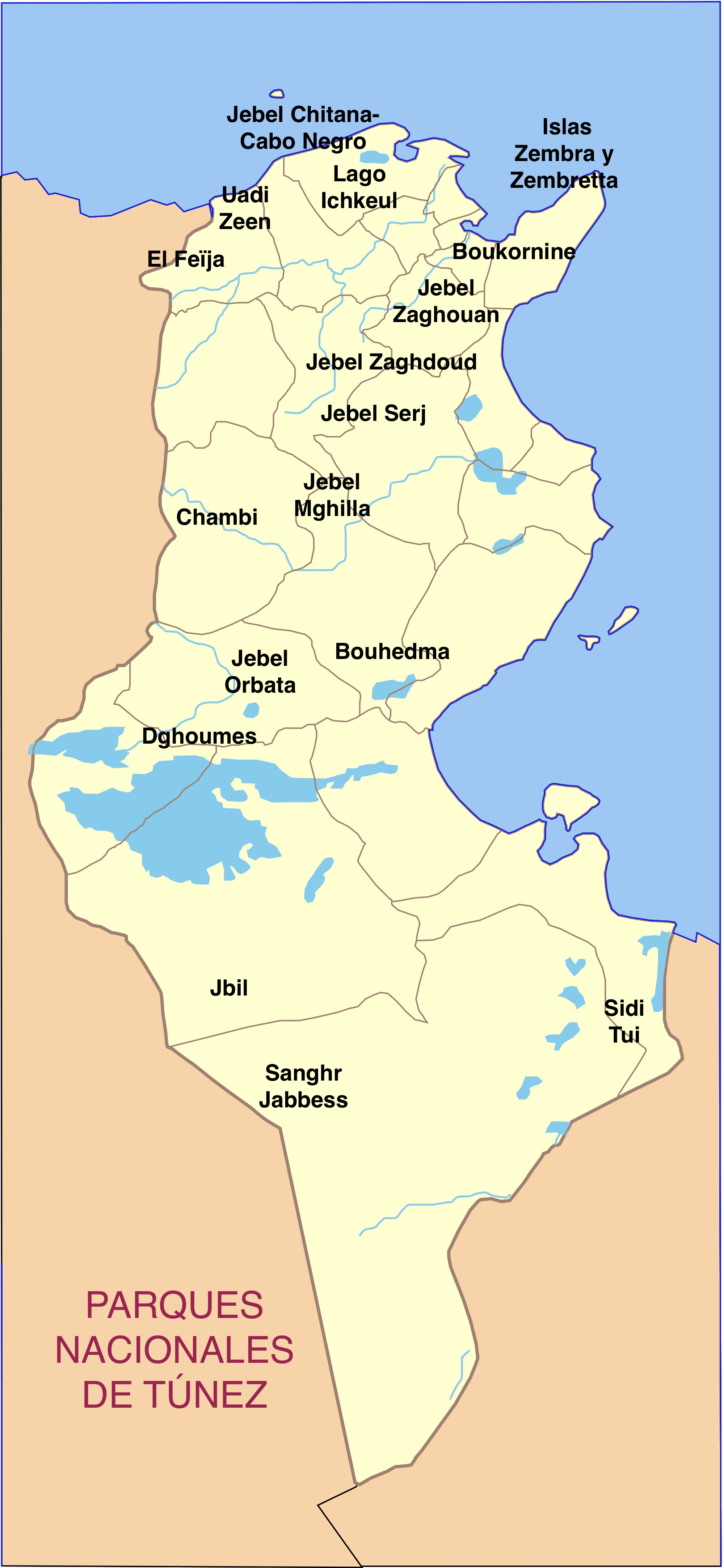
Parques nacionales de Túnez

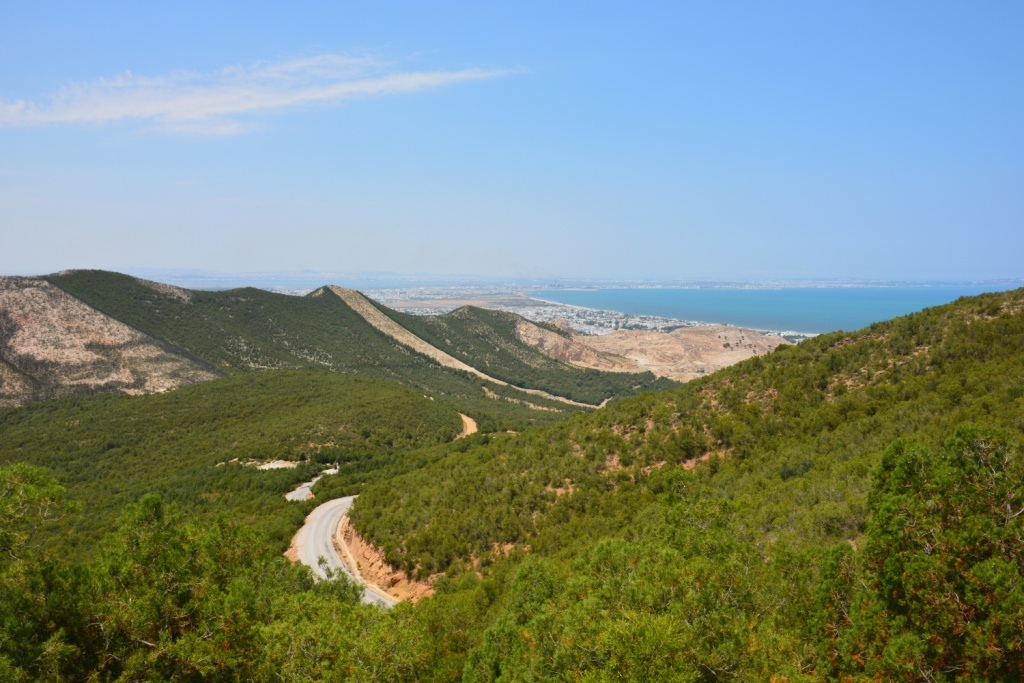
Parque nacional de Boukornine, cerca de Túnez capital.

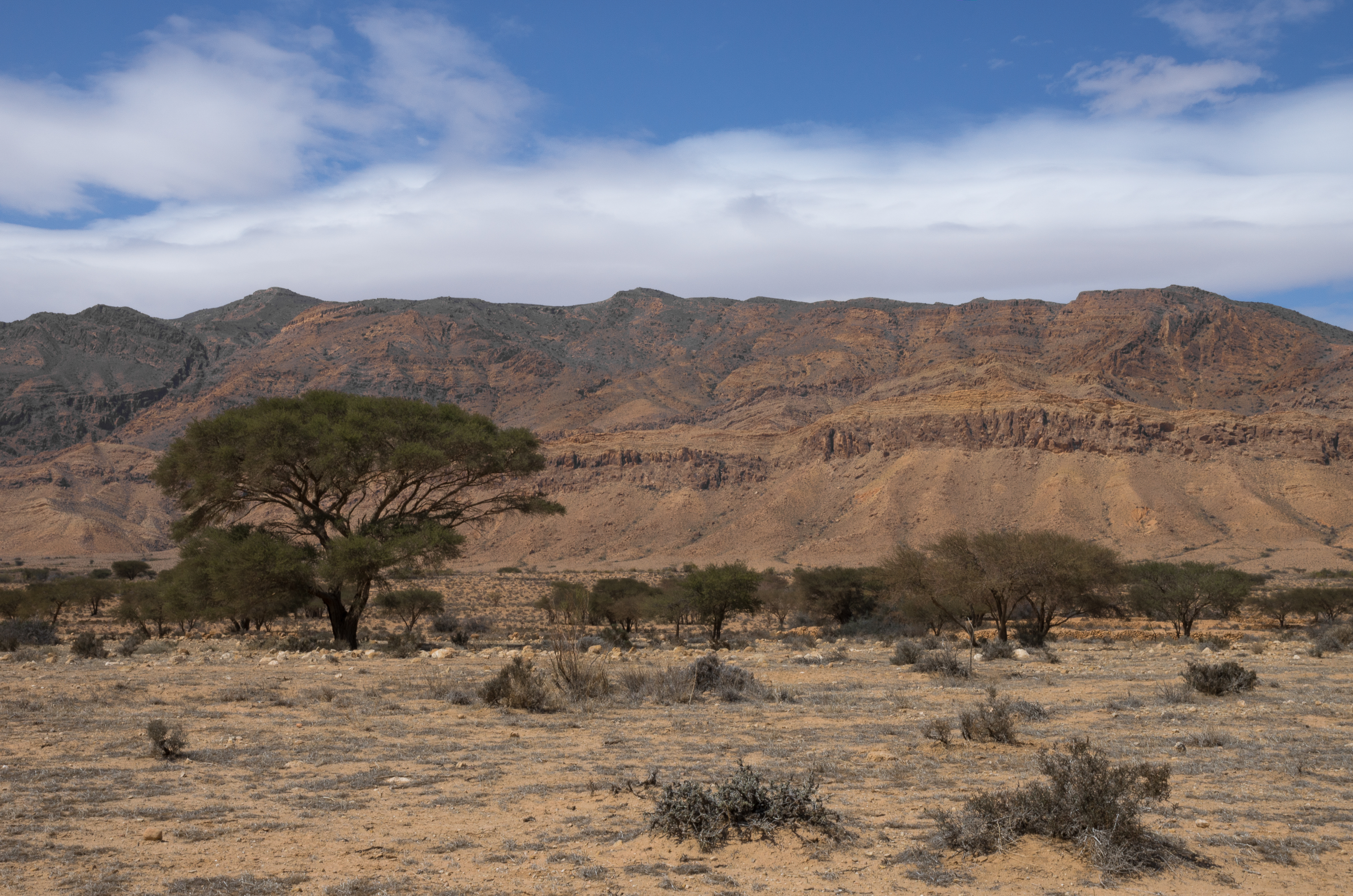
Parque nacional de Bouhedma, en el centro del país.

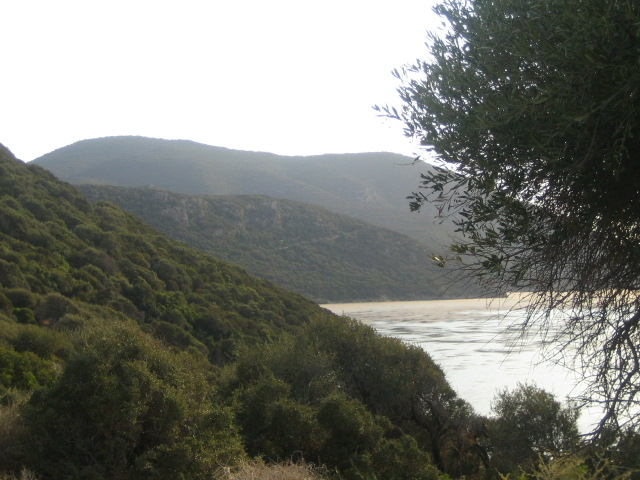
Parque nacional del Ichkeul

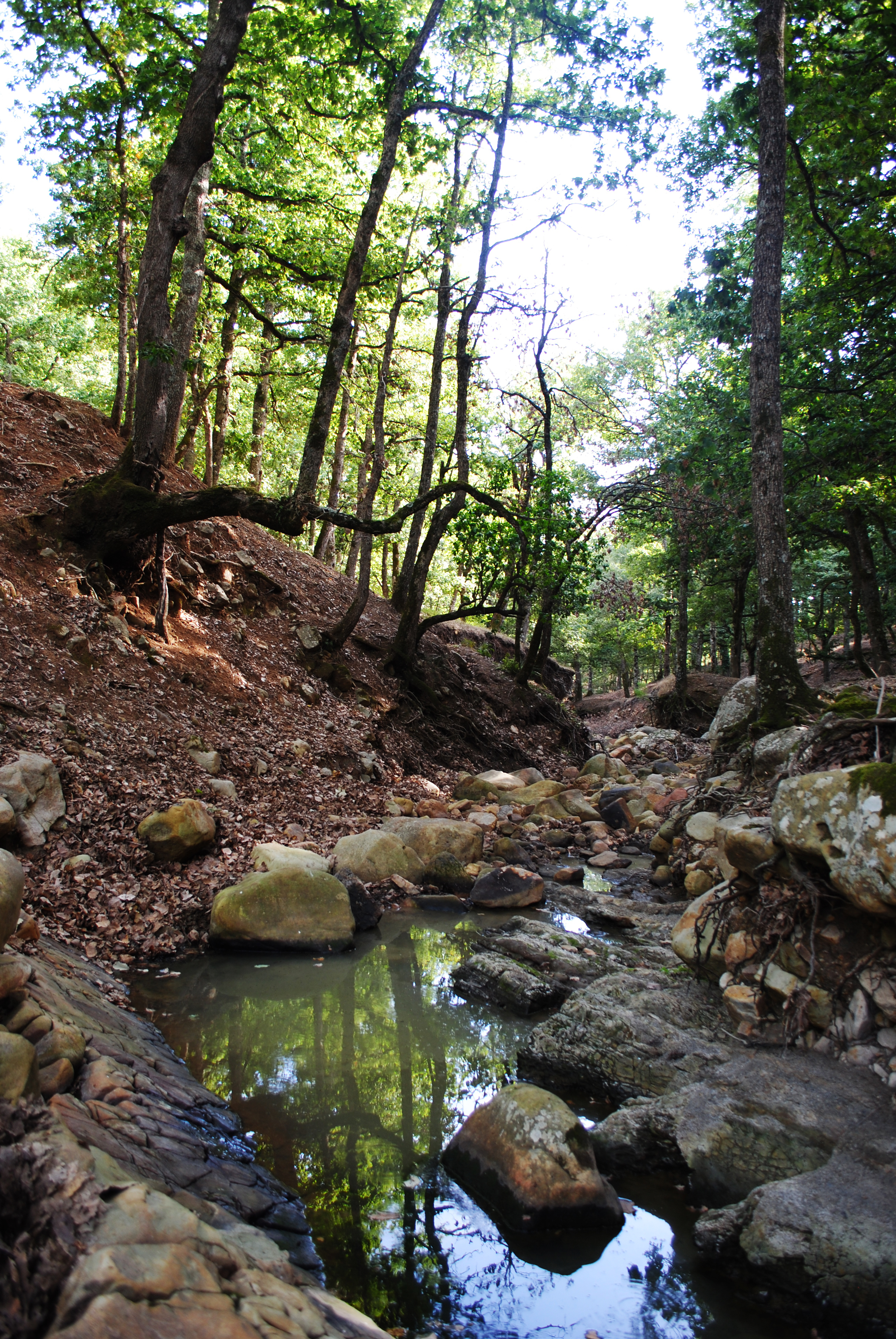
Parque nacional de El Feidja

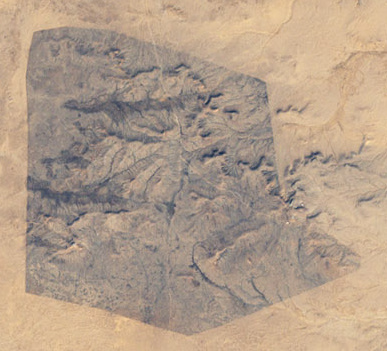
Parque nacional de Sidi Tui, en una foto de satélite en la que se observa el oscurecimiento de la zona debido a la recuperación de la estepa.

En Túnez hay 17 parques nacionales, entre 148 áreas protegidas, que cubren una superficie de 12.286 km², el 8 por ciento del territorio, y 1.042 km² de áreas marinas, el 1.04 por ciento de los 10.661 km² que pertenecen al país. Entre las zonas protegidas hay 4 reservas de fauna, 31 reservas naturales, 2 reservas de aves y 46 humedales, de los que 41 son sitios Ramsar. Djebel o  jebel significa montaña o macizo montañoso en árabe y suele integrarse en el nombre propio del lugar. Uadi o  wadi es una  rambla o cauce de un río que solo lleva agua cuando llueve.
- Parque Nacional de Bouhedma, 165 km². Centro del país, una de las últimas estepas arbóreas del norte de África. Gacelas dorcas, arruís, gacela dama, órix blanco, addax, avestruz, etc.[2]

- Parque nacional de Boukornine, 19,39 km². A solo 18 km de la ciudad de  Túnez es considerado un parque urbano. Bordea el litoral norte y culmina a 576 m. Jabalíes, chacales, gatos monteses, puercoespines, camaleones y lagarto ocelados. Presencia de arruí o carnero de berbería.[3]

- Parque nacional de Chambi, 67 km². En el interior, en la Gobernación de Kasserine, creado para proteger el Djebel Chambi, la montaña más alta de Túnez, de 1.544 m. Pinos de Alepo, jabalíes, zorros, hienas, gacelas, rapaces, restos de antiguas minas de plomo, ecomuseo.[4]

- Parque nacional de El Feidja, 26 km². O El Feïja, se halla en Jendouba, en las montañas de la Khroumirie, entre 750 y 1.150 m, al sur del Parque nacional del Uadi Zen, en el noroeste de Túnez. Bosques de robles, lentisco, oleastro... Caen más de 1.200 mm de precipitación y en el interior hay una reserva de ciervo de la Berbería de 417 ha.[5] Restos arqueológicos y pinturas rupestres.[6]

- Parque nacional del lago Ichkeul, 126 km². Norte de Túnez, distrito de Bizerta, humedal permanente, refugio de invernada de 180 especies de aves. El lago Ichkeul, alimentado por seis uadis, tiene 50 km². Se añaden las marismas y un risco al sur que culmina a 511 m. Al estar conectado con el mar por un canal, el lago se vuelve salino en verano.[7]

- Parque nacional de Jebel Chitana-Cabo Negro, 101,2 km². Costa norte de Túnez, entre el cabo Serrat y el embalse de Sidi el Barrak. Creado para la salvaguarda de una zona boscosa en la sierra de Jebel Chitana, la turbera de Mejen Ech Chitan, el bosque de Mhibès y el entorno del embalse, donde se encuentran especies raras como el nenúfar blanco europeo y el ciervo de Berbería.[8]

- Parque nacional de Jebel Serj, 17,2 km². En el centro-norte de Túnez, en la vertiente septentrional de la sierra de Djebel Serj, un altiplano de piedra calcárea que culmina a 1.347 m. Posee varios centenares de ejemplares del raro arce de Montpellier, además de pino de Alepo, arrar o alerce africano,  carrasca, etc. En 2016, se introduce la gacela de Cuvier.[9] Hay jabalíes, chacales, zorros y especialmente la hiena rayada. Entre las aves, el águila calzada, el ratonero, el halcón peregrino, el cernícalo, la culebrera europea, etc.

- Parque nacional de Jebil, 1.500 km². Centro-sur, en el desierto del Sahara, 80 km al sur de Douz. Cubre una parte del Gran Erg Oriental tunecino. Gacelas, liebres y víboras. Matorrales como el Calligonum y plantas del género Rhanterium.[10]

- Parque nacional de Sidi Tui, 63,5 km². En el este, cerca de la frontera con Libia. Serranía, estepa y dunas. Depósitos calcáreos y de arenisca con fósiles. Restos de ruinas bereberes, romanas y árabes, con algunos morabitos visitables. Flora esteparia, más rica en los uadis, pero aun así, abundante, que hace que la zona de distinga de los desérticos alrededores.[11]

- Parque nacional de Jebel Zaghdoud, 18 km². Centro norte, en el gobernorato de Kairouan. Es una amplia cuenca natural con bosque de pino de Alepo, acebuches, enebros y zumaques. Ruinas romanas y arte rupestre. Jabalí, chacal, puerco espín, hiena, etc. Numerosas rapaces, incluida el águila real.[12]

- Parque nacional del Uadi Zen, 67 km². El oued Zen se encuentra a 200 km al oeste de Túnez. Forma parte de una región montañosa denominada Khroumirie, situada entre Argelia y Túnez, y es la más húmeda del país, cubierta de bosques de roble andaluz.[13]

- Parque nacional de las islas Zembra y Zembretta, 5,7 km². Islas situadas al noroeste del cabo Bon, al nordeste del país. Primer parque de Túnez, desde 1977. 170 ha de tierra y el resto marinas. La isla de Zembra tiene 4 km² y alcanza 435 m de altitud. Zembretta tiene 400 m de longitud y 50 m de anchura. Apenas vegetación, restos arqueológicos en Zembra. El muflón está introducido. Gaviota de Audouin, halcón peregrino, cormoranes.[14]

- Parque nacional de Dghoumes, 80 km². Centro del país, al norte del gran lago salino de Chott el Djerid, que está bordeado por el norte por una cadena montañoso que marca la divisoria de aguas y que era el límite meridional del Imperio romano. A los pies de esta cresta y al norte se encuentra el oasis de Dghoumes, convertido en parque nacional y sitio Ramsar. Muflones, gatos salvajes, liebres, chacales, zorros y puerco espines. Entre las aves, la ganga moteada, la alondra ibis, la terrera sahariana, la prinia desértica y, en periodo invernal, el flamenco rosa.[15] En 2007 se liberan en la zona oryx blancos.[16]

- Parque nacional de Jebel Zaghouan, 20,4 km². Al norte de Djebel Zaghouan, en el nordeste de la dorsal tunecina, 9 km de sierra caliza llena de cuevas, de donde salía el agua para Cartago. Bosques de pino de Alepo, con algarrobos, robles, jabalíes, chacal, mangosta, etc. A solo 35 km de Hammamet.[17]

- Parque nacional de Jebel Mghilla, 162 km². Centro norte, en el Atlas, gobernación de Kasserine y Sidi Bouzid. Pino de Alepo, enebro, pistachos, gineta, mangosta, chacal... perdiz, tórtola, jilguero, ruiseñor, codorniz, paloma bravía, etc.[18]

- Parque nacional de Jebel Orbata, 52 km². En el Atlas tunecino, para preservar el ecosistema montano protegiendo especies como el pino de Alepo, el enebro, el arruí, la gacela arábiga, el muflón y el avestruz. Jebel Orbata es una sierra de unos 60 km de longitud, orientada de sudoeste a nordeste, que culmina a 1.165 m.

- Parque nacional de Senghar-Jabess, 2.804 km². Al sur del gran lago salino de Chott el Djerid, en pleno Sahara.